# 泰尼魁提尔山脉
泰尼魁提尔山脉（Taniquetil Montes）是土星最大的卫星土卫六上的一座山脉，其范围覆盖土卫六赤道附近南纬2-4度、西经211-214度之间。它位于阿迪立区内，就坐落在惠更斯号探测器着陆点西面。
泰尼魁提尔山脉取名自约.罗.鲁.托尔金虚构的中土大陆世界中维拉之地的泰尼魁提尔山，该名称遵循了以托尔金作品中的山名来命名土卫六上山脉的惯例，并于2012年11月13日正式公布。